# 27-й день
«27-й день» (англ. The 27th Day) — американский научно-фантастический фильм 1957 года режиссёра Уильяма Эшера на основе одноимённого рассказа 1956 года Джона Мантли, по сценарию Роберта М. Фреско. 
В фильме использованы кадры из кинокартины «Земля против летающих тарелок».

## Сюжет
Англичанка Эвелин Уингейт, американский репортер Джонатан Кларк, китайская крестьянка Су Тан, немецкий физик Клаус Бехнер и советский солдат Иван Годофски переносятся на летающую тарелку на околоземной орбите. Там их встречает гуманоид, называющий себя «Инопланетянин», который объясняет, что он является представителем мира, вращающегося вокруг Солнца, которое вот-вот превратится в новую звезду.
Нуждаясь в новом мире для заселения в течение следующих 35 дней, но не имея морального кодекса, запрещающего убивать разумную жизнь, Инопланетянин предоставляет каждому из пятерых наборы из трех капсул в прозрачном круглом футляре для переноски, каждый набор способен уничтожить всю человеческую жизнь в радиусе 3000 миль. Пришельцы ожидают, что человечество использует все капсулы, уничтожив само себя, оставив Землю для заселения инопланетянами. Контейнеры с капсулами могут быть открыты только мысленными волнами человека, которому они были переданы. Оказавшись в открытом виде, их может использовать любой желающий, но только в течение следующих 27 дней, после чего капсулы становятся инертными.
Инопланетянин заявляет, что если человечество не уничтожит само себя, инопланетяне не смогут вторгнуться и погибнут. Он также объясняет, что если один или несколько из пятерых умрут, их капсулы самоуничтожатся и станут безвредными.
Вернувшись на Землю, Ева выбрасывает свой чемодан в Ла-Манш и заказывает билет на самолет до Лос-Анджелеса. Су Тан решает покончить с собой, и ее капсулы самоуничтожаются. Остальные занимаются своими делами, когда Инопланетянин перехватывает управление всеми земными коммуникации и рассказывает всему миру о существовании капсул. Услышав трансляцию, Бехнер попадает под машину, переходя улицу, и его доставляют в больницу, в то время как рядовой Годофски задержан своим начальством.
Прибыв в Лос-Анджелес, Еву встречает переодетый Кларк, который отвозит ее на закрытую гоночную трассу, где они могут безопасно спрятаться. Годофски допрашивает советский генерал, недовольный его расплывчатым рассказом, он приказывает подвергнуть его пыткам.
Применив пентотал натрия к Годофски, Советы раскрывают план Инопланетянина и получают доступ к его капсулам. Последовавшее за этим заявление подогревает глобальную панику, побуждая остальных троих оставшихся сотрудничать с властями.
Столкнувшись с советским ультиматумом о выводе всех вооруженных сил США по всему миру, одна из капсул Бехнера проходит испытания, чтобы продемонстрировать её возможности командыванию США. Умирающего добровольца оставляют на плоту в океане, всего в пределах 3000 миль, в то время как доставивший его эсминец ВМС США находится в безопасности за пределами зоны поражения. На борту эмоционально взвинченного Бехнера нужно убедить открыть свой кейс, но он не может воспользоваться капсулами. Адмирал берет их и зачитывает координаты вслух; объект мгновенно испаряется. Теперь, убедившись в мощи капсул, американские военные начинают выводить свои войска по всему миру, отвечая на советский шантаж.

## В ролях
- Джин Барри — Джонатан Кларк
- Валери Френч — Эвелин Вингейт
- Иржи Восковец — Клаус Бечнер
- Арнольд Мосс — Пришелец
- Мария Тсьен — Су Тан
- Ральф Клентон — Инграм
- Фридрих Ледебур — Карл Неухаус